# MSC.Adams
 MSC.Adams  (Automated Dynamic Analysis of Mechanical Systems) és un sistema de programari de simulació de dinàmiques multicossos. Actualment és propietat de MSC Software Corporation. El solucionador de programari de simulació s'executa principalment en Fortran i, més recentment, també en C++. Segons l'editor, Adams és el programari de simulació de dinàmiques multicossos més utilitzat. El paquet de programari funciona tant a Windows com a Linux.

## Capacitats
Adams té una Interfície gràfica d'usuari completa per modelar tot el conjunt mecànic en una sola finestra. Les eines de disseny gràfic assistit per ordinador s'utilitzen per inserir un model d'un sistema mecànic en un espai tridimensional o importar fitxers de geometria com STEP o IGS. Es poden afegir articulacions entre dos cossos qualsevol per limitar el seu moviment. Es poden afegir al sistema diverses entrades com ara velocitats, forces i condicions inicials.
Adams simula el comportament del sistema al llarg del temps i pot animar el seu moviment i calcular propietats com acceleracions, forces, etc. El sistema pot incloure elements dinàmics més complicats com molles, fricció, cossos flexibles, contacte entre cossos. El programari també proporciona eines CAE addicionals, com ara l'exploració i l'optimització del disseny en funció dels paràmetres seleccionats. Les entrades i sortides de la simulació es poden connectar amb Simulink per a aplicacions com ara el control.

## Mòduls
- Adams/View. Realitza simulacions d'un mecanisme.
- Adams/Solver. Genera els càlculs per a la solució d'un mecanisme. És usat pels altres mòduls.
- Adams/Cerca. Simulació d'un motor.
- Adams/Car. Simulació de la dinàmica d'un automòbil.